# Pemberley

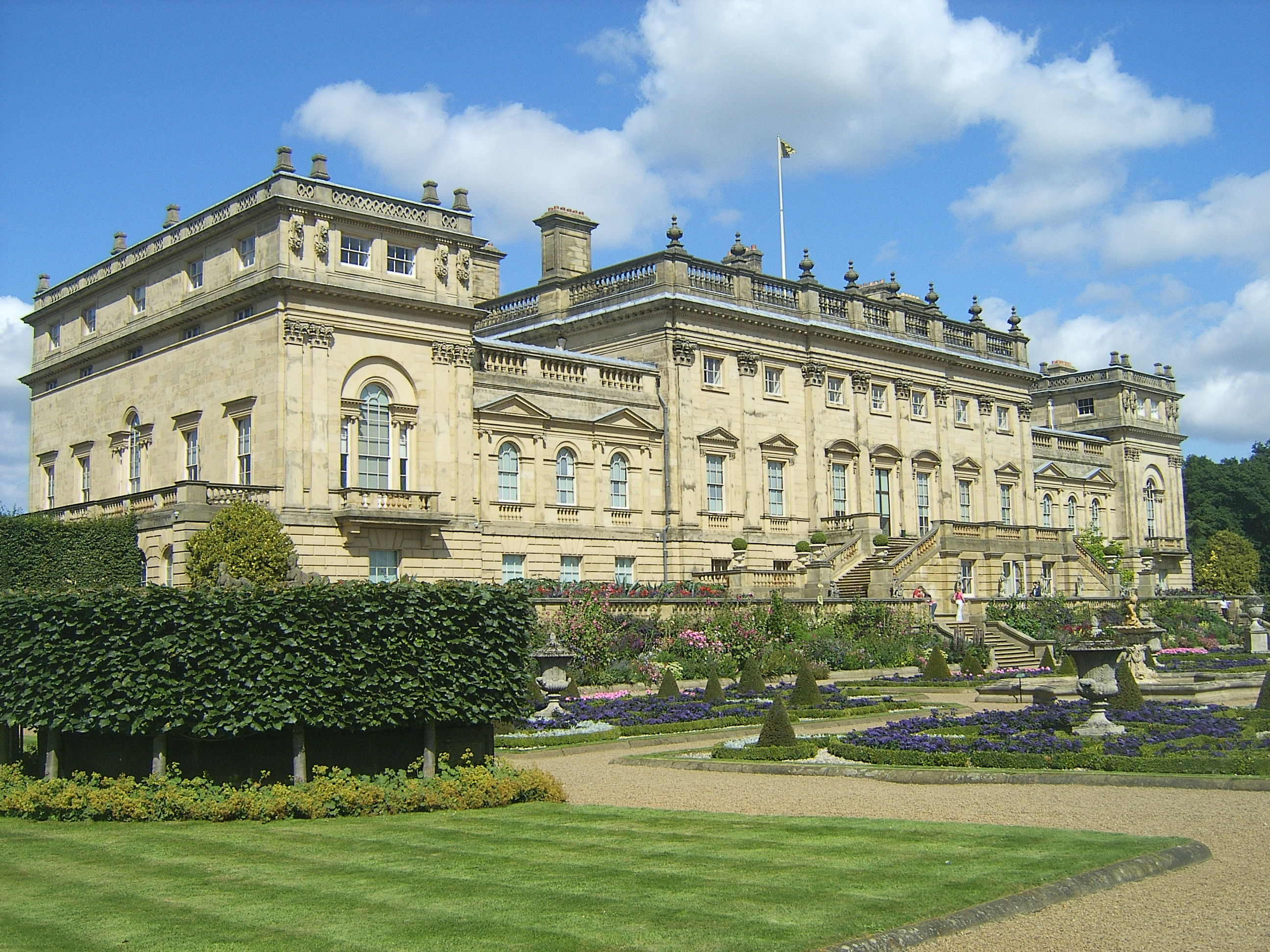
Harewood House als Pemberley, in een van de miniseries over Jane Austen.

Pemberley is een fictief landgoed uit Jane Austens klassieker Pride and Prejudice. Het is eigendom van Fitzwilliam Darcy, de mannelijke protagonist uit het verhaal. Het landgoed ligt in Derbyshire, vlak bij het fictieve plaatsje Lambton. Volgens sommigen heeft Austen zich bij het bedenken van het landgoed gebaseerd op Chatsworth House, een bestaand landgoed in de buurt van Chesterfield in Derbyshire. Dit landgoed wordt in het boek ook genoemd als een van de bezienswaardige landgoederen waaraan Elizabeth Bennet en haar oom en tante Gardiner een bezoek brengen tijdens hun vakantie in Derbyshire.
In haar beschrijving van het landgoed gebruikt Austen een ongebruikelijk expliciete symboliek om aan te duiden hoe de mannelijke hoofdpersoon van het verhaal leeft. Wanneer Elizabeth Bennet een bezoek brengt aan het landgoed is ze zeer gecharmeerd van het huis en de omgeving, en van de eigenaar zelf.
De Britse detectiveschrijver P.D. James schreef in 2011 een vervolg op Pride and Prejudice met de titel Death comes to Pemberley waarin Austens hoofdpersonen Fitzwilliam Darcy en Elizabeth Bennet, inmiddels enkele jaren getrouwd, te maken krijgen met een moord op hun landgoed.

## Locaties voor film- en televisiebewerkingen
- Renishaw Hall (Derbyshire) was de Pemberley-locatie waar de BBC-miniserie uit 1980 werd opgenomen, met Elizabeth Garvie en David Rintoul in de hoofdrollen.
- Lyme Park, in de buurt van Stockport, was de locatie voor de BBC-miniserie uit 1995, met Jennifer Ehle en Colin Firth.
- Het exterieur van Chatsworth House werd in de film uit 2005 gebruikt.
- Harewood House (zie afbeelding), nabij Leeds in West Yorkshire, werd gebruikt in de miniserie Lost in Austen. Dit is geen getrouwe bewerking van P&P maar een zogenaamde "spin-off".
- Voor de verfilming van Death comes to Pemberley in 2013 werden buitenopnamen gemaakt in Chatsworth House; de binnenopnamen vonden deels ook plaats in Castle Howard (Yorkshire) en Harewood House.[2]

## Trivia
- In de film Bridget Jones's Diary heet de uitgeverij waarvoor Bridget aanvankelijk werkt Pemberley Press.